# Noriko Matsueda
Noriko Matsueda (松枝 賀子 Matsueda Noriko, 18 de diciembre de 1971) es una compositora japonesa de música de videojuegos. Entre sus trabajos se incluyen Front Mission 1st, que cocompuso junto a Yōko Shimomura, Bahamut Lagoon (compuesto íntegramente por ella), Racing Lagoon, The Bouncer, y Final Fantasy X-2. Matsueda cocompuso estos últimos tres junto a Takahito Eguchi. Contribuyó con una pista para Chrono Trigger. Dejó Square Enix poco tiempo después del lanzamiento de su banda de sonido para Final Fantasy X-2.

## Trabajos
- Front Mission 1st (1995): compositora
- Chrono Trigger (1995): compositora (1 pista)
- Bahamut Lagoon (1996): compositora
- Front Mission 2 (1997): compositora
- Racing Lagoon (1999): compositora
- The Bouncer (2000): compositora
- PlayOnline Viewer (2002): compositora
- Final Fantasy X-2 (2003): compositora
- Final Fantasy X-2 International + Last Mission (2004): compositora